# Бокве, Джон Нокс
Джон Нокс Бокве (англ. John Knox Bokwe; 15 марта 1855, Нцеламанзи, Лавдейл, Южная Африка — 22 февраля 1922, там же) — южноафриканский журналист, педагог, пресвитер, поэт и композитор, один из самых знаменитых авторов гимнов на языке народа коса. Считается одним из первых литераторов-африканцев в Южной Африке.

## Биография
Представитель народа коса.
В детстве служил при христианской миссии в Лавдейле, где научился грамоте, игре на нескольких музыкальных инструментах. Окончил колледж. Стал миссионером, пресвитером.
С 1870-х годов сотрудничал в газете «Каффир экспресс — Исигидими сама коса», затем вместе с Джоном Тенго Джабаву издавал газету «Имво забанцунду».
После того, как при христианской миссии в Лавдейле была создана почтовая служба, Бокве стал управляющим, а позже и руководителем телеграфа.
Он также был дирижёром духового оркестра миссии.
С 1875 года Бокве начал сочинять гимны. Его избранные сочинения были изданы в виде книги в 1885 году.
В 1892 году по приглашению друзей Бокве посетил в Шотландию и Англию, проповедовал в церквях и рассказывал своим слушателям о работе Миссии Лавдейла в Южной Африке. В 1906 году благодаря его усилиям в городе Уги была построена первая европейская школа. В 1916 году Бокве был избран генеральным секретарём Ассоциации учителей коренных народов.
Автор песен и псалмов на языке народа коса. Ему принадлежат известные музыкальные композиции Vuka Deborah, Plea for Africa и Marriage Song.
Один из создателей первого высшего учебного заведения для африканцев — Колледжа Форт-Хейр.